# ASTRA32
ASTRA32 - програма для перегляду даних про апаратну і програмну конфігурації комп'ютера.

## Можливості програми
- визначення 378 типів процесорів і співпроцесорів фірм Intel, AMD, Cyrix, VIA, Centaur / IDT, Rise, Transmeta, NexGen, UMC, IBM, Texas Instruments, C & T, IIT, ULSI, National Semiconductor, SiS ;
- визначення тактової частоти процесора, коефіцієнта множення і частоти системної шини, визначення оригінальної (без урахування розгону) частоти процесора, номера процесора, типу роз'єму (slot, socket) і типу упакування (Platform ID) процесора, визначення підтримуваних процесором можливостей (MMX, SSE, SSE2, SSE3, Supplemental SSE3, SSE4, XOP, 3DNow!, 3DNow! Extensions і інше), розміру і параметрів кешу;
- унікальна функція пошуку пристроїв з невстановленими драйверами (Drivers Troubleshooter). Ця функція виводить список всіх фізичних пристроїв з невстановленими або неправильно встановленими драйверами;
- обчислення статусу надійності вінчестерів за допомогою унікального алгоритму;
- визначення докладних відомостей про драйвери (ім'я драйвера, постачальник, версія, дата, статус і інше) всіх фізичних пристроїв;
- визначення виробника материнської плати та URL сайту, визначення виробника, дати та версії BIOS, визначення виробника і моделі чипсета;
- визначення моделі та місткості ATA/ATAPI пристроїв (вінчестери, CD/DVD пристрої, ZIP-накопичувачі). Визначення типу інтерфейсу (Parallel ATA, Serial ATA I, Serial ATA II). Визначення PIO, DMA і UltraDMA режимів (в тому числі активних в даній конфігурації). Робота з ATA / ATAPI пристроями на зовнішніх UDMA / SATA / RAID контролерів. Визначення швидкості читання/запису CD / DVD приводів;
- читання SMART інформації (в тому числі дисків на зовнішніх UDMA/SATA/RAID контролерів) та визначення температури вінчестерів;
- визначення SCSI пристроїв (вінчестери, CD приводи, сканери, стримери) і їх параметрів (назва пристрою, тип, розмір, серійний номер, температура, дата випуску, розмір буфера, швидкість обертання вінчестерів і інше);
- читання SPD інформації з модулів пам'яті (обсяг, тип, виробник, швидкісні характеристики та багато іншого);
- визначення PCI/AGP/PCI-X/PCI-E/PCMCIA, ISA/PnP пристроїв і використовуваних ними ресурсів. Програмі відомі понад 13200 пристроїв;
- визначення USB пристроїв (виробник, модель, серійний номер, версія, швидкість і інше); програмі відомі понад 16600 пристроїв;
- визначення понад 11100 моделей моніторів і їх характеристик;
- підтримка стандарту DMI / SMBIOS, в тому числі визначення назви системи, моделі материнської плати, параметрів BIOS, процесора, кеша, підсистеми пам'яті, виведення інформації про слоти та порти материнської плати;
- визначення виробника та назви відеокарти, розміру відеопамяті, визначення типу звукової карти, модему, мережевої карти, LPT/PnP пристроїв (принтери, сканери) та багато іншого;
- відомості про Windows, установлені програми й оновлення;
- створення файлу-звіту в різних форматах;
- можливість роботи в режимі командного рядка;
- можливість запуску без установлення;
- можливість імпорту звітів в програму обліку комп'ютерів на підприємстві Hardware Inspector;
- створення файлу-звіту в форматі програми інвентаризаційного обліку обчислювальної техніки JoyStock;
- можливість спільної роботи з програмою 'Облік і контроль комп'ютерів в мережі ';
- можливість імпорту звітів в систему обліку комп'ютерів і складників 'Токен Комп'юЛіб '.